# Molfetta Sportiva 1936-1937
Questa voce raccoglie le informazioni riguardanti il Molfetta Sportiva nelle competizioni ufficiali della stagione 1936-1937.

## Rosa
| N. |                   | Ruolo | Calciatore            |
| -- | ----------------- | ----- | --------------------- |
|    | Italia (bandiera) |       | Giuseppe Bacillieri   |
|    | Italia (bandiera) | C     | Giuseppe Bianco       |
|    | Italia (bandiera) | C     | Salvatore Bindi       |
|    | Italia (bandiera) | C     | Giuseppe Calò         |
|    | Italia (bandiera) | C     | Adolfo Chiti          |
|    | Italia (bandiera) |       | Emanuele Claudio      |
|    | Italia (bandiera) | D     | Carmine Poli Dalliani |
|    | Italia (bandiera) |       | Saverio Dasdia        |
|    | Italia (bandiera) |       | Francesco De Fazio    |

| N. |                   | Ruolo | Calciatore         |
| -- | ----------------- | ----- | ------------------ |
|    | Italia (bandiera) | C     | Carlo De Tullio    |
|    | Italia (bandiera) | P     | Luigi Jannone      |
|    | Italia (bandiera) | A     | Nicola La Forgia   |
|    | Italia (bandiera) |       | Natale Lo Conte    |
|    | Italia (bandiera) |       | Vincenzo Lucantoni |
|    | Italia (bandiera) |       | Fausto Pedaci      |
|    | Italia (bandiera) | D     | Gennaro Sallustio  |
|    | Italia (bandiera) |       | Michele Sollecito  |